# Callisto (Band)
Callisto ist eine finnische Band aus Turku, deren Musik meist dem Post-Metal zugerechnet wird.

## Werdegang
Ihre ersten Veröffentlichungen waren von Post-Hardcore Bands wie Neurosis und Breach beeinflusst, aber auch Elemente des Sludge, Doom und Black Metals lassen sich finden. Ab dem Album Providence wurden die Metal-Elemente reduziert. Typisch für den Stil der Band sind lange Instrumentalpassagen, der Einsatz eher Metal-unüblicher Instrumente wie Saxophon oder Oboe sowie Einflüsse aus dem Jazz. Ihre Texte sind von christlichen Themen beeinflusst.
2008 wurde der Sänger Jani Ala-Hukkala in die Band aufgenommen, der nun neben den Shouts von Markus Myllykangas auch klaren Gesang einbringt. Diese Ergänzung der Besetzung führt zu einer wesentlich vordergründigeren Rolle von Gesang in der Musik der Band. Myllykangas konzentrierte sich auf das Gitarrenspiel. Auch die Musik orientierte sich stärker am Progressive Rock und der Musik der 1970er. Als Inspiration gab die Band Opeth, King Crimson und Landberk an. Die Kritiken für Providence fielen eher gemischt aus. Kritisiert wurde der Verlust an Härte und die Eintönigkeit der Gesanges, teilweise wurden Vergleiche zur Popmusik gezogen. Gelobt wurde vor allem die Atmosphäre des Albums.

## Diskografie
- 2001: Dying Desire (Single)
- 2002: Ordeal of the century (EP, Fullsteam Records; 2003 Re-Release mit zusätzlichem Remix)
- 2004: Jemima / Klimenko (12", Kireru Records)
- 2004: True Nature Unfolds (Fullsteam Record; 2005 bei Earache Records)
- 2006: Noir (Fullsteam Records)
- 2009: Providence (Fullsteam Records)
- 2015: Secret Youth (Svart Records)